# الحق في مستوى معيشي لائق

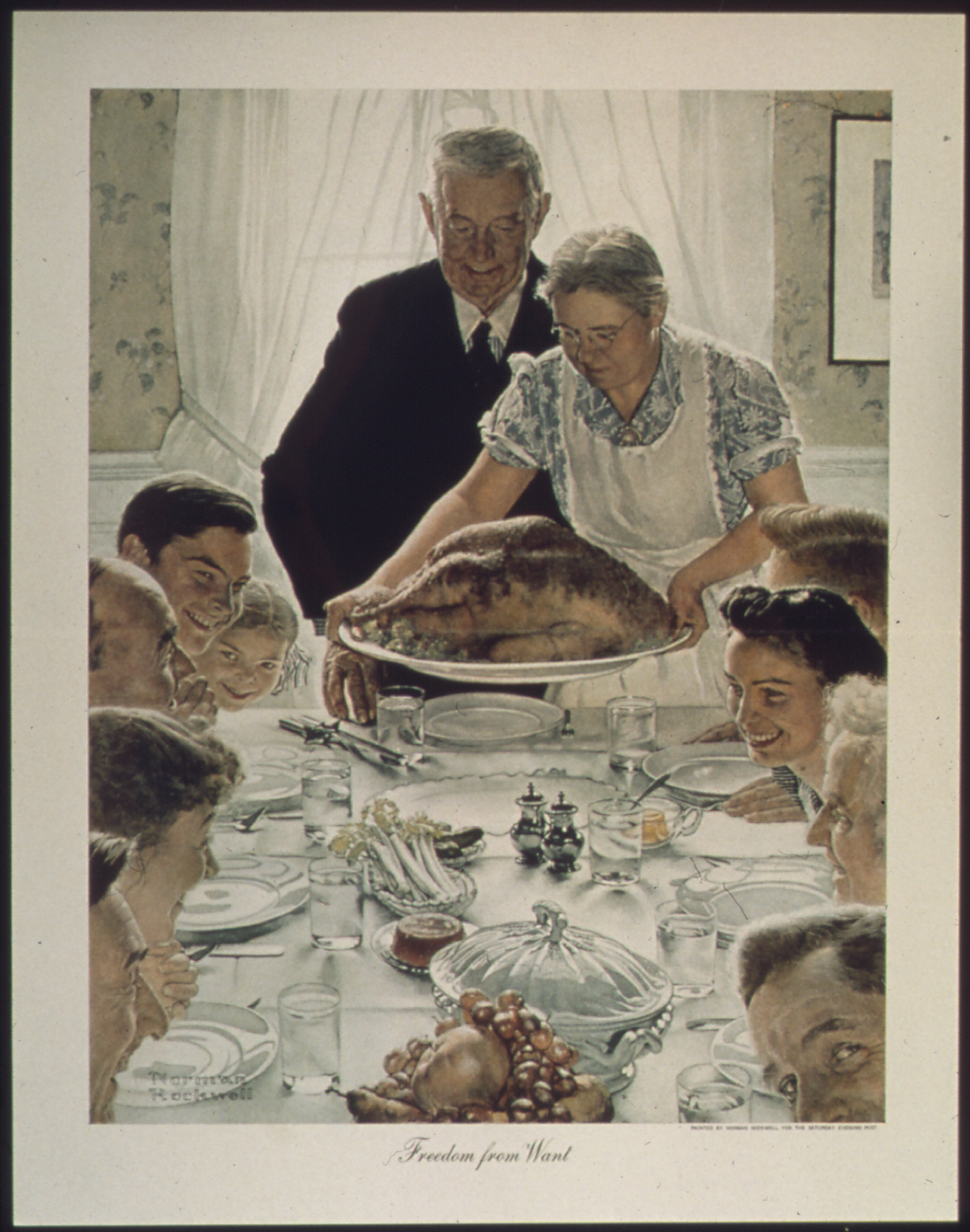
التحرر من الحاجة (1943) للرسام نورمان روكويل

الحق في مستوى معيشي لائق هو حق أساسي من حقوق الإنسان. وهو جزء من الإعلان العالمي لحقوق الإنسان الذي قبلته الجمعية العامة للأمم المتحدة في 10 ديسمبر 1948. 
علاوة على ذلك، فقد تم تدوينه في المادة 11 من العهد الدولي الخاص بالحقوق الاقتصادية والاجتماعية والثقافية للأمم المتحدة.
سلف هذا الحق، التحرر من الحاجة، هو أحد الحريات الأربع التي تحدث عنها الرئيس الأمريكي فرانكلين دي روزفلت في خطاب حالة الاتحاد في 6 يناير 1941. وفقًا لروزفلت، هذا حق يجب أن يتمتع به كل إنسان في كل مكان في العالم. وصف روزفلت في خطابه حقه الثالث على النحو التالي:  